# Strade Bianche féminines 2015
La 1re édition des Strade Bianche féminines a eu lieu le 7 mars 2015. Elle fait partie du calendrier UCI en catégorie 1.1. Megan Guarnier s'impose en solitaire devant sa coéquipière Elizabeth Armitstead et Elisa Longo Borghini.

## Parcours
La course se déroule sur le terrain accidenté de la région rurale du Chianti et comprend cinq secteurs de chemin en gravier pour un total de 17 km. Le premier secteur est placé au bout de trente-trois kilomètres,.
| Secteur | Nom                   | Position                       | Longueur | Difficulté |
| ------- | --------------------- | ------------------------------ | -------- | ---------- |
| 1       | San Leonardo          | entre le km 32,6 et le km 34,9 | 2 200 m  | 02         |
| 2       | San Martino in Grania | entre le km 58,8 et le km 68,1 | 9 500 m  | 03         |
| 3       | Prosciana             | entre le km 78,1 et le km 80,3 | 2 200 m  | ?          |
| 4       | Colle Pinzuto         | entre le km 83,7 et le km 87,5 | 2 400 m  | 04         |
| 5       | Le Tolfe              | entre le km 89,9 et le km 91,0 | 1 100 m  | 03         |

## Équipes
Seize équipes prennent le départ.
| Équipes UCI       | Équipes UCI | Équipes UCI |
| Nom de l'équipe   | Pays        | Code        |
| ----------------- | ----------- | ----------- |
| Alé Cipollini     | Italie      | ALE         |
| Aromitalia Vaiano | Italie      | VAI         |
| Astana-Acca Due O | Kazakhstan  | ASA         |
| BePink LaClassica | Italie      | BPK         |
| Bigla             | Suisse      | BCT         |
| Boels Dolmans     | Pays-Bas    | DLT         |

| Équipes UCI            | Équipes UCI | Équipes UCI |
| Nom de l'équipe        | Pays        | Code        |
| ---------------------- | ----------- | ----------- |
| BTC City Ljubljana     | Slovénie    | BTC         |
| Inpa Sottoli Giusfredi | Italie      | ISG         |
| Lotto Soudal           | Belgique    | LBL         |
| Orica-AIS              | Australie   | OGE         |
| Rabo Liv Women         | Pays-Bas    | RBW         |
| SC Michela Fanini Rox  | Italie      | MIC         |

| Équipes UCI             | Équipes UCI | Équipes UCI |
| Nom de l'équipe         | Pays        | Code        |
| ----------------------- | ----------- | ----------- |
| Servetto Footon         | Italie      | SEF         |
| Top Girls Fassa Bortolo | Italie      | TOG         |
| Velocio-SRAM            | Allemagne   | VEL         |
| Wiggle Honda            | Royaume-Uni | WHT         |

## Favorites
L'équipe Boels Dolmans fait figure de favorite. Elle aligne au départ Elizabeth Armitstead, vainqueur de la Coupe du monde 2014. L'équipe Rabo Liv Women a pour leader la Néerlandaise Anna van der Breggen en l'absence de Marianne Vos. Wiggle Honda vient également avec une équipe forte dont la sprinteuse Giorgia Bronzini, la puncheuse Elisa Longo Borghini et la grimpeuse Mara Abbott. Les outsiders sont Emma Johansson, Annemiek van Vleuten, Tiffany Cromwell, Lisa Brennauer, Valentina Scandolara et Rossella Ratto.

## Récit de la course
Au bout de 58 km un groupe de quatorze leaders se détache. Ashleigh Moolman-Pasio attaque à plusieurs reprises, ce qui opère une sélection dans le groupe. Dans les derniers secteurs en terre, il se scinde en deux. Les cinq coureuses à l'avant sont : Megan Guarnier, Elizabeth Armitstead, Elisa Longo Borghini, Ashleigh Moolman-Pasio et Anna van der Breggen. Profitant de la supériorité numérique de l'équipe, l'Américaine attaque dans le final et s'impose en solitaire. Elizabeth Armitstead prend la deuxième place devant Elisa Longo Borghini.

## Classements

### Classement final
| \| Classement général \| Classement général \| Classement général \| Classement général \| Classement général \| \| Coureur \| Coureur \| Pays \| Équipe \| Temps \| \| ------------------ \| -------------------- \| ------------------ \| ------------------- \| ------------------ \| \| 1re \| Megan Guarnier \| États-Unis \| Boels Dolmans \| 2 h 59 min 17 s \| \| 2e \| Lizzie Armitstead \| Royaume-Uni \| Boels Dolmans \| + 37 s \| \| 3e \| Elisa Longo Borghini \| Italie \| Wiggle Honda \| + 37 s \| \| 4e \| Ashleigh Moolman \| Afrique du Sud \| Bigla \| + 39 s \| \| 5e \| Anna van der Breggen \| Pays-Bas \| Rabo Liv Women \| + 46 s \| \| 6e \| Katarzyna Niewiadoma \| Pologne \| Rabo Liv Women \| + 52 s \| \| 7e \| Alena Amialiusik \| Biélorussie \| Velocio-SRAM \| + 54 s \| \| 8e \| Hanna Solovey \| Ukraine \| Astana-Acca Due O \| + 1 min 04 s \| \| 9e \| Annemiek van Vleuten \| Pays-Bas \| Bigla \| + 1 min 10 s \| \| 10e \| Elena Cecchini \| Italie \| Lotto Soudal Ladies \| + 4 min 01 s \| |                      |                |                     |                 |
| |                      |                |                     |                 |
| Source : Cycling Quotient |                      |                |                     |                 |
| Classement général |                      |                |                     |                 |
| Coureur | Coureur              | Pays           | Équipe              | Temps           |
| 1re | Megan Guarnier       | États-Unis     | Boels Dolmans       | 2 h 59 min 17 s |
| 2e | Lizzie Armitstead    | Royaume-Uni    | Boels Dolmans       | + 37 s          |
| 3e | Elisa Longo Borghini | Italie         | Wiggle Honda        | + 37 s          |
| 4e | Ashleigh Moolman     | Afrique du Sud | Bigla               | + 39 s          |
| 5e | Anna van der Breggen | Pays-Bas       | Rabo Liv Women      | + 46 s          |
| 6e | Katarzyna Niewiadoma | Pologne        | Rabo Liv Women      | + 52 s          |
| 7e | Alena Amialiusik     | Biélorussie    | Velocio-SRAM        | + 54 s          |
| 8e | Hanna Solovey        | Ukraine        | Astana-Acca Due O   | + 1 min 04 s    |
| 9e | Annemiek van Vleuten | Pays-Bas       | Bigla               | + 1 min 10 s    |
| 10e | Elena Cecchini       | Italie         | Lotto Soudal Ladies | + 4 min 01 s    |

### UCI World Tour
| Position,          | 1er | 2e | 3e | 4e | 5e | 6e | 7e | 8e | 9e | 10e | 11e | 12e | 13e | 14e | 15e | 16e | 17e | 18e |
| Classement général | 80  | 60 | 45 | 35 | 30 | 25 | 21 | 18 | 15 | 12  | 10  | 8   | 6   | 5   | 4   | 3   | 2   | 1   |